# 디지털 신경망 체계
디지털 신경망 체계(digital nervous system)는 지구 곳곳에서 일어나고 있는 모든 정보를 컴퓨터를 통해 신속하게 입수할 수 있는 체계를 이른다. 줄여서 DNS라고도 부른다.
빠르게 변하는 정보화 세계에서는 모든 정보를 신속하게 습득할 수 있는 체계를 갖춰야 하며, 그 체계를 경영에 적용시켜야한다는 의미에서 마이크로소프트사의 빌 게이츠 회장이 1999년 저서 《비즈니스 @ 생각의 속도》에서 사용한 말이다. 생각의 속도
디지털 신경망 체계의 핵심요소는 PC간의 초고속 통신망이다. 디지털 기술의 발달에 따라 크게 발전한 개인용 컴퓨터(PC)간에 실시간으로 정보를 교환할 수 있게 한다. 개인용 컴퓨터뿐만 아니라 기업경영에 많이 사용되는데, 초고속 정보통신망을 이용해 지구촌에 산재한 정보를 빠르게 입수, 이를 기업 경영에 활용함으로써 소비자나 시장의 변화에 적응하게 하는 기업신경망시스템으로 사용되어 이를 통해 경영의 질을 높이고 경쟁력을 키울 수 있다. 기업의 경우에는 정보공유 및 활용을 통해서 자원을 절약하고 긴박한 상황에도 적절한 대처를 할 수 있는 경쟁력 및 순발력 향상에 도움이 된다. 국가적으로는 사회적비용을 줄이는 효과를 볼 수 있다.